# USS Santee
El USS Santee fue una fragata de vela de tres mástiles y casco de madera de la Marina de los Estados Unidos. Fue el primer buque de la Marina de los Estados Unidos que recibió ese nombre y una de las últimas fragatas de vela en servicio. Fue adquirida por la Armada de la Unión al comienzo de la Guerra de Secesión, equipada con cañones pesados y una tripulación de 480 personas, y fue asignada como cañonera en el bloqueo de la Unión a los Estados Confederados. Posteriormente se convirtió en buque escuela y cuartel de la Academia Naval de los Estados Unidos.

## Hundimiento

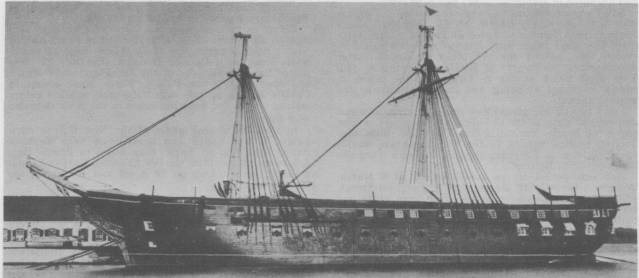
El antiguo USS Santee se utiliza como buque escuela, aula y cuartel alrededor de 1875 en la Academia Naval de Estados Unidos.

Antes del amanecer del 2 de abril de 1912, tras medio siglo de servicio como buque de alojamiento para cadetes, la Santee se hundió en su amarre. El 2 de agosto de 1912, aniversario de su llegada a Annapolis, fue vendida a la Henry A. Hitner's Sons Company, de Filadelfia (Pensilvania). Tras seis meses de esfuerzos, fue finalmente izado y, el 8 de mayo de 1913, el Santee partió del río Severn remolcado y se dirigió a Boston, donde fue quemado por el cobre y el latón de su casco.